# Paul-Ferdinand Gachet
Paul-Ferdinand Gachet (Lilla, 30 luglio 1828 – Auvers-sur-Oise, 9 gennaio 1909) è stato un medico, collezionista d'arte e pittore francese.

## Biografia

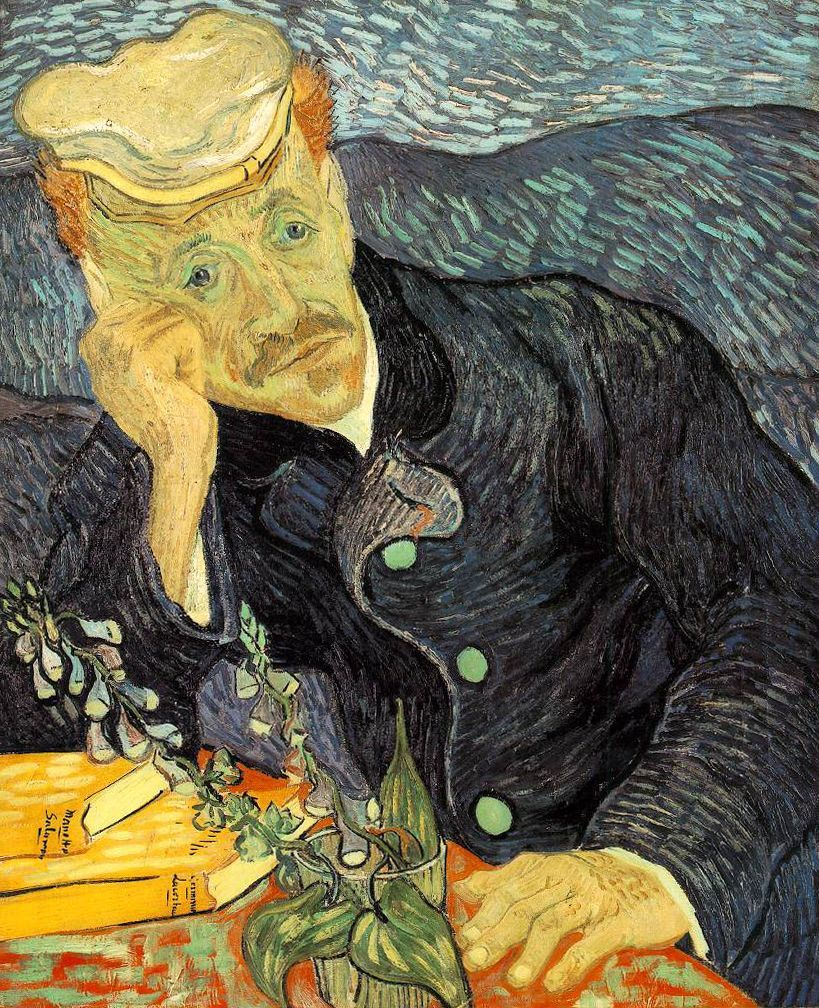
Vincent van Gogh, Ritratto del dottor Gachet (1890)

Laureatosi in medicina a Parigi e Montpellier, si stabilì nella capitale francese in Rue de Montholon, 9. Vi aprì uno studio di medicina generale, ma si specializzò in malattie nervose (la sua tesi a Montpellier nel 1858 era intitolata Étude sur la mélancolie). Medico omeopata, praticava la chiromanzia ; era però anche darwinista, socialista e favorevole alla cremazione dei defunti, un'opinione scandalosa a quei tempi.
Nel biennio 1865-1866 insegnò anatomia artistica. Fu anche medico militare durante la Comune di Parigi nel 1871. 
Appassionato di pittura e amico di molti artisti realisti parigini (Gustave Courbet, Amand Gautier), fu vicino anche allo scrittore Champfleury. Protettore degli impressionisti, che soleva ospitare nella sua casa di Auvers-sur-Oise, fu uno dei primi collezionisti di opere contemporanee: Vincent van Gogh, stabilitosi ad Auvers per essere curato da lui, realizzò due ritratti e un'acquaforte del suo mecenate, ed è grazie soprattutto a queste effigi e al rapporto col grande pittore olandese che il nome del medico è conosciuto da molti. Van Gogh eseguì inoltre ritratti di Marguerite, figlia di Gachet.
Gachet stesso fu autore di dipinti e stampe: espose i suoi lavori al Salon des Indépendants con lo pseudonimo di Van Ryssel. Gran parte della sua collezione venne donata dal figlio Paul al museo del Louvre, e oggi si divide tra questo e il museo d'Orsay.